# Æthelweard (Wessex)
Æthelweard (auch Ethelweard oder Aethelweard; * 904; † 1. August 924 in Oxford) war ein Sohn von Edward dem Älteren und Elfleda.

## Herrschaft
Dem B-Manuskript der Angelsächsischen Chronik (Worcester Chronicle) zufolge, überlebte er seinen Vater um 16 Tage, wobei keine Angabe gemacht wird, dass Æthelweard zum König gekrönt worden sei und ihm auch keine Regierungszeit zugeordnet wird. Erst in Quellen des 11. und 12. Jahrhunderts wird sein Name als König genannt und berichtet, er habe vier Wochen regiert.
Diese widersprüchlichen Angaben zur möglichen Herrschaft Æthelweards werden unterschiedlich interpretiert. So wird einerseits vermutet Æthelweard hätte, da er seinem älteren Halbbruder Æthelstan vorgezogen worden sei, die Nachfolgerschaft seines Vaters angetreten, andererseits wird behauptet Æthelstan sei der einzige und alleinige Erbe seines Vaters gewesen. Als Alternative wird auch eine geteilte Herrschaft vorgeschlagen, da im sogenannten Mercian Register der Angelsächsischen Chronik angegeben wird, dass Æthelstan zum König von Mercia erkoren worden sei, und Wilhelm von Malmesbury im 12. Jahrhundert erwähnt, Æthelstan sei am Hofe seiner Tante Ethelfleda erzogen worden. Demzufolge wäre Æthelweard seinem Vater in Wessex als Herrscher gefolgt, und Æthelstan in Mercia, wobei Æthelstan nach dem Tode seines Bruders Wessex erworben hätte.
Æthelweard wurde im New Minster in Winchester begraben.